# مسجد لونغانغ
مسجد لونغانغ (بالصينية: 龍岡清真寺 ) هو مسجد في مدينة زونغلي الواقعة في مقاطعة تاويوان في تايوان. المسجد هو المسجد الخامس الذي بني في تايوان .

## التاريخ
في عام 1953 أصدرت الجمعية العامة للأمم المتحدة قرارا يدين حكومة تايبيه عن أفعالها وحرب العصابات داخل بورما، وأخيرا تم التوصل إلى اتفاق بين تايبيه ورانغون وبانكوك لاجلاء جميع القوات غير النظامية من الكومينتانغ تحت قيادة لى مى إلى تايوان، نقل النقل الجوي المدني 5،583 من جنود الكومينتانغ وحوالي 1،040 من المعالين إلى تايوان، وكانت غالبية هذه القوات من المقاتلين المسلمين، ولم يكن لديهم مكان للعبادة في حياتهم في تايوان، وكان يؤدون صلواتهم في منزل جديد، واستمروا على ذلك حتى بدؤا في جمع الأموال لبناء مسجد في عام 1964.

### المبنى الأول
تم الانتهاء من المبنى الأصلي لمسجد لونغانغ في عام 1967، بني المسجد على مساحة 1،289 متر مربع، في البداية كان مسجد صغير جدا، ولكن بعد انضمامه لجمعية مسلمي الصين، أكدوا أنهم قادرين على جمع المال الازمة لبناء مسجد جديد، بما في ذلك الأموال من المملكة العربية السعودية وذلك لبناء مسجد أكبر .

### المبنى الحالي
لبناء مسجد أكبر، اشترت جمعية مسلمي الصين قطعة أرض في طريق لونغانغ دون في تشونغ لي، وكانت الميزانية الأولية تبلغ 312،000 دولار لمرحلة التطوير الأولي، وتم بناء قاعة للصلاة فقط وطابق سفلي رئيسي للمسجد، وتم بناء مسجد على مساحة 1،300 متر مربع ومساحة العبادة الرئيسية للمسجد يتسع لهدد 150 مصلي، أما مرحلة التطوير الثانية فقد كلفت 400،000 دولار، وأدرج فيها بناء مآذن المسجد وغرفة المطبخ وعنبر إلى جانب المبنى الرئيسي، وعلى مر الزمن وبسبب المواد الفقيرة المستخدمة في بناء المبنى وبسبب نقص الأموال، تدهورت حالة المسجد بسرعة، وبعد بعض النقاش وضعت خطة لإعادة بناء المسجد ووضع المكان المناسب، وبمساعدة مالية من داخل وخارج تايوان بدأ مشروع إعادة الإعمار الأول للمسجد في شهر مارس من عام 1988، واكتمل البناء في شهر يناير كانون الثاني من عام 1989، وفي عام 1995 تم الانتهاء من إعادة الإعمار الثاني مرة أخرى مما أدى إلى جعل المسجد يستخدم حتى اليوم .

## الأنشطة والعمارة
بحلول عام 2008 بلغ عدد سكان المجتمع المسلم المخلص في تشونغ لي 2،000 نسمة، وبذلك يتحقق للمسجد مستوى مقارب لأعداد المجتمع التقليدي، وفي إجازات نهاية الأسبوع والشتاء والصيف يحمل المسجد ويقيم الدورات الأساسية في اللغة العربية والدين الإسلامي للأطفال لتثقيفهم حول الإسلام، مسجد لونغانغ له قاعة صلاة واحدة والتي يمكن أن تستوعب أكثر من 150 مصلي في وقت واحد، الميّزات الأخرى للمسجد تشمل وجود مكتب الإمام ومكاتب للموظفين وغرفة الاستقبال .